# Platycheirus sareptanus
Platycheirus sareptanus är en tvåvingeart som beskrevs av Günther Enderlein 1938. Platycheirus sareptanus ingår i släktet fotblomflugor, och familjen blomflugor. Inga underarter finns listade i Catalogue of Life.